# Lophuromys flavopunctatus
Lophuromys flavopunctatus és un rosegador del gènere Lophuromys que viu a les muntanyes d'Etiòpia, a l'oest de la Gran Vall del Rift. Aquesta espècie pertany al subgènere Lophuromys. Gairebé tots els membres del grup L. aquilus, igual que L. brevicaudus, foren classificats fins a la dècada del 1990 com a L. flavopunctatus. No es disposa de gaire informació sobre L. flavopunctatus.